# Dagmar Genee
Dagmar Rixt Genee (Gorinchem, 31 januari 1989) is een Nederlandse waterpolospeler. Genee komt sinds 2016 weer uit voor UZSC en speelde eerder voor PCG, Widex GZC Donk, Hawai Rainbow Wahine, UZSC en CN Sabadell.
Met Sabadell won Genee de Europese titel en Supercup (2014), evenals de Spaanse landstitel en beker (2015). 
Uitkomend voor UZSC behaalde ze in 2017 de Nederlandse landstitel en won in datzelfde jaar de KNZB beker en de Nederlandse Supercup.
Genee werd in 2013 voor het eerst geselecteerd voor het Nederlands seniorenteam en vertegenwoordigde Nederland onder meer op de Europese kampioenschappen van 2014, 2016 en 2018, waar achtereenvolgens twee keer zilver en één keer goud werd behaald. Ook maakte ze deel uit van de Nederlandse selectie die op het wereldkampioenschap van 2015 en de worldleague van 2018 zilver behaalde. In augustus 2021 beëindigde Genee haar interlandloopbaan.

## Internationale erelijst

### Clubverband
- 2014: Europese Supercup, uitkomend voor CN Sabadell[9]

### Nederlands team
- 2014:  EK Boedapest (Hongarije)
- 2015:  World League Shangai (China)
- 2015:  WK Kazan (Rusland)
- 2016:  EK Belgrado (Servië)
- 2018:  World League Kunshan (China)
- 2018:  EK Barcelona (Spanje)